# Jan Theys (presentator)
Jean F. E. (Jan) Theys (Anderlecht, 3 oktober 1934 - Vilvoorde, 1 november 1996) was een Vlaams cabaretier, tekstschrijver, radiomaker en televisiepresentator.
Hij was 35 jaar lang een bekend gezicht in de wereld van de Vlaamse showbusiness. Hij schreef onder de pseudoniemen Yan Nick, J. Nick, Y. Nick en Nick liedjesteksten voor of met andere artiesten, onder anderen met zijn zwager Bobbejaan Schoepen. Hij werkte voor radio, tv en ook in de reclame. Zo was hij 12 jaar lang de promotor van Dash. Hij presenteerde bij Radio Luxembourg (gevestigd in Brussel).
Hij begon aan zijn radioloopbaan als presentator van het Het Soldatenhalfuurtje en presenteerde vele jaren het radioprogramma "De tijd van toen". Op televisie was hij te zien in Spel Zonder Grenzen, Pentatlon, Canzonissima en De juiste prijs. Ook presenteerde hij het jaarlijkse Knokkefestival.
Hij werkte voor de TROS-televisie in Nederland waarbij hij het spelprogramma Zevensprong samen met Willy Dobbe presenteerde. Bekend was zijn val in het water in een van de afleveringen waarbij de kijkers de indruk hadden dat het per ongeluk gebeurde. Elf jaar na zijn dood maakte de producer van de show, René Stokvis, bekend dat alles in scène was gezet. Deze "bekentenis" wordt nochtans tegengesproken door Jan Theys zelf in het VTM-programma "Klasgenoten", waarin hij verklaarde dat die val in het water wel degelijk een ongeluk was en dat hij bovendien doodsbang was, omdat hij met de microfoon in het water lag en vreesde voor elektrocutie.
Theys trouwde in 1962 met Mia Jongen. Ze hadden één kind. Jan Theys overleed in 1996 aan een hartaanval.